# L'Europe
Ne doit pas être confondu avec Europe.
Pistes de Des visages des figures
Bouquet de nerfs
(11)
L'Europe est une chanson du groupe Noir Désir, écrite par Bertrand Cantat et Brigitte Fontaine, parue sur l'album Des visages des figures en 2001. La musique est composée par Noir Désir et Akosh Szelevényi. C'est un titre atypique, tant par son style (adoptant la forme d'un poème déclamé de style surréaliste) que par sa forme (avec une durée de 23 minutes et 43 secondes).

## Historique
Le titre L'Europe fait suite à la participation de Noir Désir à l'album Kékéland (2001) de Brigitte Fontaine, qui en retour décide de collaborer avec le groupe  sur leur prochain album. Le point de départ de la chanson est une phrase écrite par la chanteuse : « Nous travaillons pour l'Europe, voire pour le monde ». Les messages énigmatiques scandés et répétés par Brigitte Fontaine tels « les sangliers sont lâchés » ou encore « la vérole sur vos gueules » rappellent les messages codés de Radio Londres pendant la Seconde Guerre mondiale.
La chanson, qui au départ devait durer 55 minutes, est écrite sur un rythme en 
. Elle présente un texte très engagé et critique par rapport à la mondialisation et l'image de l'Union européenne.

## Musiciens
- Brigitte Fontaine : chant
- Bertrand Cantat : chant, guitare
- Serge Teyssot-Gay : chœurs, guitare
- Denis Barthe : chœurs, batterie
- Jean-Paul Roy : chœurs, basse
- Akosh S. : saxophone, sifflet, clarinette, kalimba, kaval